# Вежхоцин
Вежхоцин (пол. Wierzchocin) — село в Польщі, у гміні Вронки Шамотульського повіту Великопольського воєводства.
Населення — 237 осіб (2011).
У 1975—1998 роках село належало до Пільського воєводства.

## Демографія
Демографічна структура станом на 31 березня 2011 року:
|          | Загалом | Допрацездатний вік | Працездатний вік | Постпрацездатний вік |
| -------- | ------- | ------------------ | ---------------- | -------------------- |
| Чоловіки | 108     | 27                 | 72               | 9                    |
| Жінки    | 129     | 32                 | 65               | 32                   |
| Разом    | 237     | 59                 | 137              | 41                   |